# Romedal
Romedal este o localitate din comuna Stange, provincia Innlandet, Norvegia, cu o suprafață de 0,44 km² și o populație de 586 locuitori (2013).